# Erik Lesser
Erik Lesser, född 17 maj 1988 i Suhl, Östtyskland, är en tysk skidskytt. Han tävlar på världscupnivå och han gjorde debut i världscupen 2010.
Hans bästa individuella resultat i världscupen är en tredjeplats som han tog i distansloppet i Östersund, Sverige den 28 november 2012.
Hans största merit i karriären är dock OS-silvret i Sotji 2014 som han tog i distansloppet över 20 km, efter fransmannen Martin Fourcade.